# Senyoria de Ramerupt
Ramerupt fou una important senyoria a la Xampanya. Els senyors de Ramerupt apareixen al segle ix i en alguns moment són esmentats com a comtes.
La nissaga dels Ramerupt es va extingir aviat al segle ix. L'hereva Hersenda es va casar amb Hilduí comte d'Arcesais (Arcis-sur-Aube) que fou pare del successor (al comtat i a la senyoria), Hilduí II, i de Manassès bisbe de Troyes el 970. Hilduí II va peregrinar a Jerusalem el 992 i va morir a l'entorn del 1000 deixant com successor a Ramerupt a Hilduí III. El germà d'aquest Manassès va morir en batalla a Ornel prop d'Etain el 15 de desembre de 1037, i fou el tronc dels comtes de Dammartin.
Hilduí III era viu el 1031, i va deixar com successor al seu fill Hilduí IV (+1063) que fou senyor de Ramerupt i comte de Montdidier. El seu germà Guillem fou comte de Soissons; un altre germà, Manassès, de malnom "Calva-asina", era comte de veguer (vescomte?) de Reims el 1053 i fou el pare de Manassès arquebisbe de Reims (1095-1106).
Hilduí IV es va casar amb Adelaida de Roucy i va tenir 9 fills dels quals el gran Ebles va rebre el comtat de Roucy per herència materna i va iniciar la casa de Ramerupt a Roucy; i el segon Andreu (+ després de 1118) el va succeir com a senyor de Ramerupt i fou comte d'Arcesais. Es va casar amb Adela i en segones noces amb Guisemona. Els altres set germans eren tot noies: Beatriu (després de 1129) que pel seu matrimoni amb Rotrou vescomte de Châteaudun i comte de Mortagne fou la primera comtessa de Perche, nom adoptat per aquestos dominis el 1090; Margarita casada amb Hug de Clermont-en-Beauvaisis; Ermentruda (morta vers 1102), casada amb Tibald I comte de Reynel; Ada, casada amb Jofré senyor de Guisa i després amb Gautier senyor d'Ath, i en terceres noces amb Teodoric senyor d'Avesnes; Adela (morta vers 1068 o 1069) casada amb Arnold II comte de Chiny; Aelis, casada amb Conó de La Sarraz; i Felícia (+ 3 de maig de 1123) casada amb Sanç I d'Aragó i V de Navarra.
Andreu va deixar cinc fills dels quals el primogènit Ebles el va succeir a Ramerupt. Fou arxidiaca de Laon (1103-1104) i bisbe de Châlons-en-Champagne (1122-1126). Els seus germans Hug i Oliver havien mort sense descendència i l'herència va passar a la quarta germana Alix de Ramerupt que es va casar amb Erard I comte de Brienne. Alix va morir vers el 1143.
Erard va morir entre 1114 i 1125 i el va succeir a Brienne el seu fill Gautier II que a la mort de la mare fou també senyor de Ramerupt. Va morir abans del 1161 deixant Brienne al seu fill Erard II i Ramerupt al fill Andreu.
Andreu va anar a Terra Santa i va morir en la batalla d'Acre l'octubre del 1189. Estava casat amb Adelais de Trainel senyora de Vénisy, filla d'Anseau de Traînel senyor de Vénisy, i va deixar sis fills: el gran, Gautier, va morir vers 1186 abans que el pare; el segon Erard (+ vers 1245 o 1246) va rebre la senyoria de Ramerupt el 1189 i va rebre de la mare la senyoria de Vénisy (1121 o 1122). Va reclamar el comtat de Xampanya el 1216/1221 per a la seva segona dona. Es va casar a Elisenda i en segones noces a Felipa de Jerusalem filla d'Enric de Xampanya rei de Jerusalem. Amb la primera esposa va tenir un fill, Andreu, que devia morir jove; amb la segona en va tenir set filles i dos fills; d'aquestos fills Enric va heretar les senyories de Ramerupt i Vénisy i Erad part de la de Ramerupt. Els dos van morir en batalla a Mansurah el 8 de febrer del 1250; Enric es va casar a Margarita de Salins, filla de Joan el savi senyor de Salins i va tenir dos fills: Erard (+ 1278) casat amb Matilde, senyor de Ramerupt i Vénisy, i Enric (mort jove primer que el seu germà). Erad va deixar només una filla, Beatriu, que fou senyora de Vénisy.
La senyoria de Ramerupt es va dividir entre quatre de les germanes d'Enric i Erard: Maria (casada amb Hug II de Conflans senyor de Conflans), Margarita (casada amb Dirk, burggravi de Dixmuiden), Isabel (casada amb Enric comte de Grandpré) i Joana (casada amb Mateu II senyor de Montmorency). Eloisa i Alix van quedar excloses en haver mort abans i Sibilla va quedar exclosa en ser abadessa.